# Donje Tlamino
Donje Tlamino (en serbe cyrillique : Доње Тламино ; en bulgare : Долно Тлъмино) est un village de Serbie situé dans la municipalité de Bosilegrad, district de Pčinja. Au recensement de 2011, il comptait 163 habitants.

## Démographie

### Évolution historique de la population
| 1948 | 1953 | 1961 | 1971 | 1981 | 1991 | 2002 | 2011 |
| ---- | ---- | ---- | ---- | ---- | ---- | ---- | ---- |
| 509  | 579  | 474  | 414  | 332  | 271  | 211  | 163  |

|  |